# 40/43.M Zrínyi II
40/43.M Zrínyi II (węg. 40/43.M Zrínyi rohamtarack) – węgierska samobieżna haubica szturmowa z okresu II wojny światowej

## Historia
Po doświadczeniach z pierwszego okresu walk w wojnie z ZSRR dowództwo armii węgierskiej zauważyło potrzebę budowy dział samobieżnych jako skutecznych środków walki z czołgami przeciwnika.
Budowa dział samobieżnych stała się priorytetowa i planowano budowę dwóch wersji dział pancernych, które nazwano Zrinyi na cześć węgierskiego bohatera narodowego Miklósza Zrínyi. Miały to być działa: Zrinyi I uzbrojone w długolufowe działo przeciwpancerne kal. 75 mm  i Zrinyi II uzbrojone w  haubicę kal. 105 mm.  Działa te miały tworzyć 8 batalionów, każdy składający się z 30 pojazdów, jako jednostki samodzielne do wsparcia piechoty w ramach armii i korpusów.
Do budowy działa użyto podwozia czołgu 40.M Turán I. Podwozie zostało poszerzone o 0,45 m, aby można było umieścić uzbrojenie. Opracowaniem prototypów zajęły się dwie fabryki: Manfred Weiss w Csepel (obecnie dzielnica Budapesztu) – 40/43.M Zrínyi II i MAVAG w Diósgyör – 43.M Zrinyi I.
W grudniu 1942 roku  w zakładach Manfred Weiss  skończono prace nad prototypem 40/43.M Zrínyi II z haubicą 40/43M L/20.5 kal. 105 mm produkowaną w zakładach MAVAG. Haubica 40/43M L/20.5 była zmodyfikowaną wersją haubicy polowej 40M kal. 105 mm, która sprawdziła się w walkach z  czołgami. Prototyp działa 40/43.M Zrínyi II przeszedł w dniach 12 grudnia 1942 – 20 stycznia 1943 próby w ośrodku szkoleniowym artylerii w Hajmasker.
Po zakończeniu prób działo zostało skierowane do produkcji jako 40/43.M Zrínyi rohamtarack (haubica szturmowa), a później nazwę zmieniono na 43M Zrinyi 105 rohamtarack.

## Produkcja
Po udanych próbach z działem 40/43.M Zrínyi II zawarto kontrakt z zakładami Manfred Weiss na produkcję 40 tego typu dział, następnie kontrakt rozszerzono do 104 dział. Miały być one produkowane w zakładach Manfred Weiss i Ganz (54  w 1943 r.  i 50 w 1944 r.).
Pierwsze seryjne działa 40/43.M Zrínyi II zostały zbudowane w sierpniu 1943 roku. Do momentu wstrzymania produkcji  w lipcu 1944 roku w zakładach Manfred Weiss wyprodukowano 60 dział tego typu. Prawdopodobnie w sierpniu i we wrześniu 1944  r. powstało również 6 dział 40/43.M Zrínyi II w zakładach w Ganz. Część dział została wyposażona w radiostacje R / 5a. W drugiej części 1944 roku na pojazdach montowano dodatkowe opancerzenie w postaci pancernych płyt na burtach pojazdów.

## Wersja przeciwpancerna
Równocześnie z pracami nad działem 40/43.M Zrínyi II w zakładach MAVAG w Dios-Györ opracowywano wersję przeciwpancerną tego pojazdu uzbrojoną w działo 43M (L/43) kal. 75 mm, które zastosowano w czołgu  Turán III.  Prace nad tą wersją rozpoczęto prawdopodobnie w maju  1943 roku. Rozpoczęcie produkcji działa, oznaczonego jako 44M Zrinyi I rohamagyu lub Zrinyi 75, planowano na czerwiec 1944 roku, jednak nigdy jej nie podjęto. Zbudowany prototyp był użyty wyłącznie do prób. W październiku 1944 roku  prototyp był testowany w Hajmasker z sześciolufową wyrzutnią rakietową kal. 152 mm.

## Zastosowanie bojowe
Pierwsze oddziały artylerii samobieżnej armii węgierskiej zaczęto tworzyć już w lipcu 1943 roku w Hajmasker, lecz nie posiadały one jeszcze dział pancernych, a do treningu używano czołgów 41.M Turán II i 38.M Toldi IIa.
Pierwsze 40/43.M Zrínyi II dotarły we wrześniu 1943 r. (10 szt.) do 1 Batalionu Dział Szturmowych.  Batalion liczył 3 baterie po 10 haubic. Pojazdy Zrinyi II  były również na wyposażeniu 10 Batalionu Dział Szturmowych.
1 Batalion Dział Szturmowych został skierowany do walk w kwietniu 1944 roku na Ukrainie. Batalion nie był użyty w całości. W walkach brały udział poszczególne baterie. Chrzest bojowy przeszły 21 kwietnia 1944 r. w okolicy miasta Bohorodczany we wschodniej Ukrainie. Wycofanie oddziału z Ukrainy rozpoczęto 28 lipca 1944 r. i batalion skierowano w rejon Przełęczy Tatarskiej w Karpatach, gdzie toczył ciężkie walki. Następnie batalion brał udział w walkach nad Balatonem i w Budapeszcie.
Natomiast 10 Batalion Dział Szturmowych brał udział w walkach na terenie Słowacji. Po wojnie do maja 1950 r. w ewidencji wojskowej wojsk czechosłowackich znajdowało się jedno działo 40/43.M Zrínyi II, był to prawdopodobnie pojazd utracony w czasie walk przez węgierski 10 Batalion Dział Szturmowych na terenie Słowacji.
Działa 40/43.M Zrínyi II użytkowane były również przez armię radziecką. We wrześniu 1944 roku utworzono przy 18 Armii samodzielny batalion czołgów zdobycznych. Batalion ten miał na uzbrojeniu m.in.  węgierskie czołgi Toldi i Turán oraz działa przeciwlotnicze 40.M Nimród i trzy działa 40/43.M Zrínyi II.
Pozostałe bataliony artylerii samobieżnej (6?) armii węgierskiej uzbrojone były w działa produkcji niemieckiej: StuG III i Hetzer.
Jeden egzemplarz haubicy Zrinyi II znajduje się w muzeum broni pancernej w Kubince.